# Louis-Marie Aubert du Petit-Thouars
Louis-Marie Aubert du Petit-Thouars, född 5 november 1758, död 12 maj 1831, var en fransk botaniker och forskningsresande. Han var bror till Aristide Aubert du Petit-Thouars och farbror till Abel Aubert du Petit-Thouars.
du Petit-Thouars ägnade sig först åt militäryrket, och företog 1792-1802 vidsträckta utländska resor, bland annat till Mauritius, Madagaskar och Réunion. Han blev direktor för trädskolan i Roule 1807. du Petit-Thouars utgav viktiga floristiska och växtsystematiska verk, särskilt över orkidéerna, och i ett betydelsefullt verk över vegetationsorganens morfologi uppställde han skottet som växtkroppens grundelement. Du Petit-Thouars undersökte även tjocklekstillväxten hos vissa enhjärtbladiga växter.
Auktorsnamnet Thouars kan användas för Louis-Marie Aubert du Petit-Thouars i samband med ett vetenskapligt namn inom botaniken; se Wikipediaartiklar som länkar till auktorsnamnet.